# Богоявленка (Воронежская область)
Богоявленка — село в  Семилукском районе Воронежской области.
Входит в состав Губарёвского сельского поселения.

## География
В селе имеются три улицы — Прибрежная, Прудная и Садовая.

## История
Село основано во 2-й половине XVII века, упоминается в документах 1676 года. 
В 1923—1928 годах Богоявленка входила в состав Землянского и Воронежского уездов Воронежской губернии.
С июля 1942 года по январь 1943 года село было оккупировано немецкими войсками.

## Население
| 1859 | 1897  | 2010 |
| ---- | ----- | ---- |
| 900  | ↗1160 | ↘37  |

## Богоявленская церковь
В селе имеется отреставрированная старинная церковь в честь Богоявления Господня (нижний предел) и Святителя Николая Чудотворца (верхний предел). В настоящее время храм действует, ведутся богослужения. В верхнем переделе и на территории продолжается реставрация.
История храма
Село Богоявленка было основано во 2-й половине XVII века. До 1923 года территориально входило в состав Землянского уезда Воронежской губернии.
В 1669 году на берегу реки было явление иконы, после чего здесь образовался небольшой поселок Богоявленка. В 1693-1701 годах здесь был выстроен первый деревянный Богоявленский храм.
В 1748 году на месте деревянной церкви построена каменная. Архиепископ Дмитрий (Самбикин) в документах середины 1880-х годов отмечал: «Церковь в Богоявленском, Землянскаго уезда, двухэтажная, в нижнем этаже придел св. Николая чудотворца, каменная с колокольнею, построена в 1748 г. подполковником Петром Богдановичем Лосевым. При церкви две каменные караулки. Земли пахатной 33 десят. Прихожан 800 душ, хутора: Раздолье, Медвежье и Приволье».
По документам Воронежской епархии за 1900 год, в штате церкви числились: священник (Александр Петрович Скрябин) и псаломщик (Адриан Тимофеевич Ставров). У церкви отмечено 38 десятин земли. Приход насчитывал 281 двор, в которых проживало 1759 человек.
Внешне храм напоминал ладью. Купола были покрыты золотой глазурью, наподобие той, которой покрывают ордена. Территория церкви была обнесена оградой с воротами. В 1918-1924 годах эта церковь стояла на учете в Отделе по делам музеев Главнауки Наркомпроса как наиболее ценный памятник архитектуры Воронежской губернии.
Несмотря на многочисленные утраты, необычное по своей объемной композиции здание, является одним из немногих в Воронежской области церквей периода барокко с отголосками черт средневековой русской архитектуры. Этот храм был самый богатый и самый красивый в Воронежской епархии. В годы советской власти церковь пытались взорвать дважды, но стены устояли. Позже здесь располагались школа, склад, маслобойня. Во время Великой Отечественной в храме находился госпиталь.
Несколько лет назад казаки донского войска получили благословение митрополита Воронежского и Борисоглебского Сергия на восстановление храма в Богоявленке. С тех пор, сюда съезжаются добровольцы со всей Воронежской области. Жители села также принимают участие в работе. Проект реконструкции безвозмездно создали специалисты архитектурно-строительной академии. За это время удалось восстановить стены, облагородить комнату для богослужений. На сегодняшний день в ней уже начались службы. Основные работы еще впереди, но казаки уверены, что сумеют вернуть шедевру архитектуры первоначальный вид.
Церковь постановлением администрации Воронежской области N 850 от 14.08.1995 г. является объектом исторического и культурного наследия областного значения.
В настоящее время Храм действующий.